# Eragrostis biflora
Eragrostis biflora är en gräsart som beskrevs av Eduard Hackel. Eragrostis biflora ingår i släktet kärleksgrässläktet, och familjen gräs. Inga underarter finns listade i Catalogue of Life.